# Atkin-Flaitz-Syndrom
Das Atkin-Flaitz-Syndrom ist eine sehr seltene angeborene Erkrankung mit den Hauptmerkmalen geistige Behinderung, Minderwuchs, Makrozephalie und Gesichtsauffälligkeiten. Das Syndrom wird zu den nicht syndromalen Formen der X-chromosomalen mentalen Retardierung gezählt.
Synonyme sind: Geistige Retardierung, X-chromosomale, Typ Atkin; Atkin Syndrom; englisch Atkin-Flaitz-Patil syndrome; Atkin-Flaitz-Patil-Smith syndrome
Die Bezeichnung bezieht sich auf die Erstautoren der Erstbeschreibung aus dem Jahre 1985 durch den US-amerikanischen Arzt Joan F. Atkin, die Pathologin Catherine Flaitz und Mitarbeiter.

## Verbreitung
Die Häufigkeit wird mit unter 1 zu 1.000.000 angegeben, bislang wurde eine Familie mit 14 Betroffenen beschrieben. Die Vererbung erfolgt X-chromosomal dominant. Die Ursache ist bislang nicht bekannt.

## Klinische Erscheinungen
Klinische Kriterien sind:
- mäßige bis ausgeprägte geistige Behinderung
- Minderwuchs
- Makrozephalie und Gesichtsdysmorphien
- Makroorchidie nach der Pubertät (beim männlichen Geschlecht)

## Differentialdiagnose
Abzugrenzen ist das Clark-Baraitser-Syndrom.